# 飯田知彦
飯田 知彦 （いいだ ともひこ、1967年 - ）は、日本の鳥類学者、生態学者、博士（農学）。一般社団法人日本希少鳥類研究所 所長。

## 人物・来歴
- 広島県竹原市出身。広島市立基町高等学校を経て、九州大学大学院博士課程修了、博士（農学）[2]。
- 2021年、一般社団法人日本希少鳥類研究所の所長に就任。
- クマタカの研究者として知られるが（学会誌等に複数の査読付き原著論文あり）、人工構造物への巣箱かけによるブッポウソウの保護の開始者としても知られる。そのため巣箱と巣箱を利用する鳥類へも造詣が深く、著書はそれに由来する。

## 受賞歴
- 2015年3月 - 自然環境功労者環境大臣表彰受賞[3]

## 著書
- 『巣箱づくりから自然保護へ』（創森社、2011年、ISBN 978-4-88340-258-8）
- 『図解 巣箱のつくり方かけ方』（創森社、2019年、ISBN 978-4-88340-332-5）